# Olga Konstantinowna Romanowa

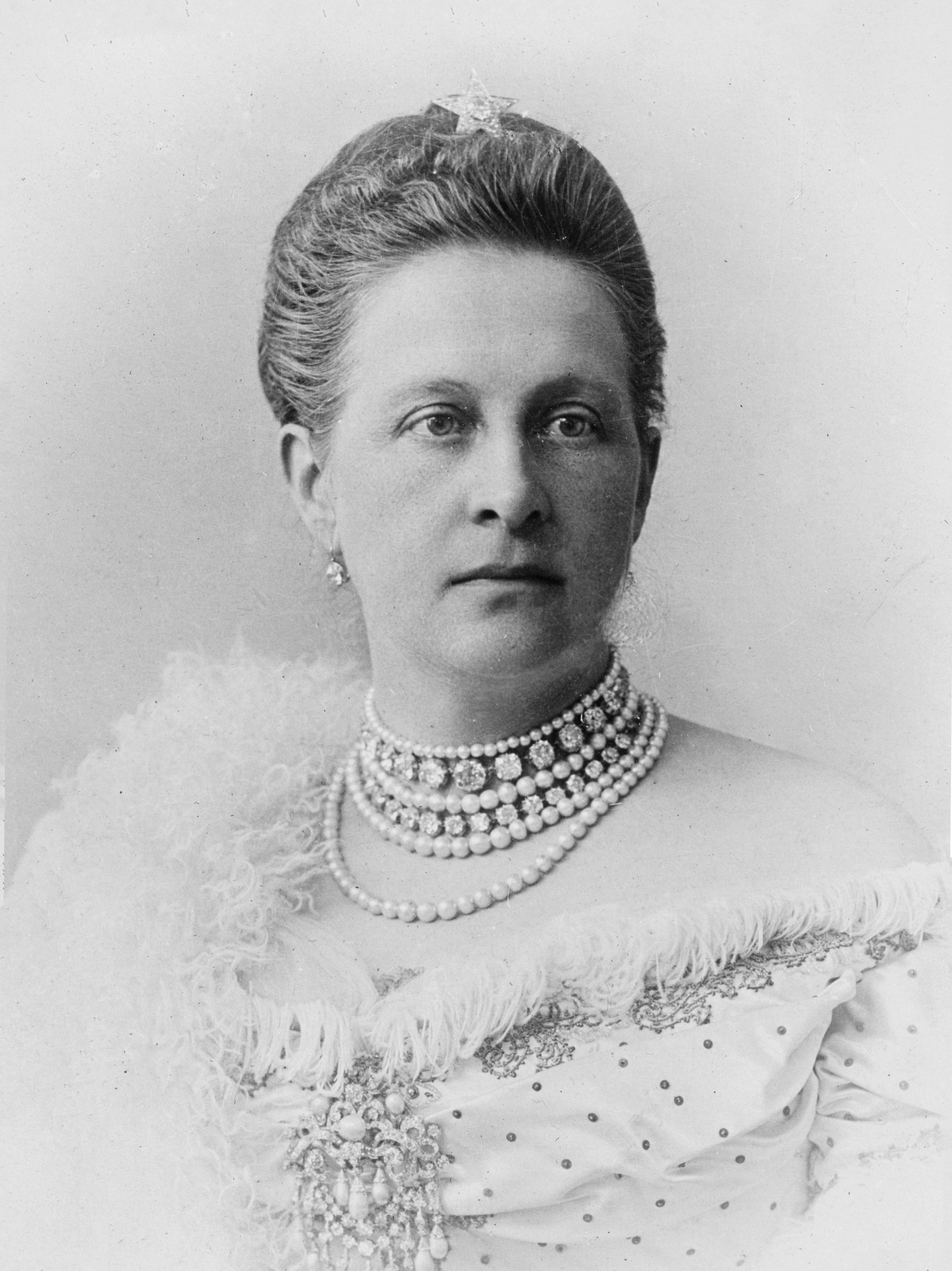
Olga Konstantinowna Romanowa

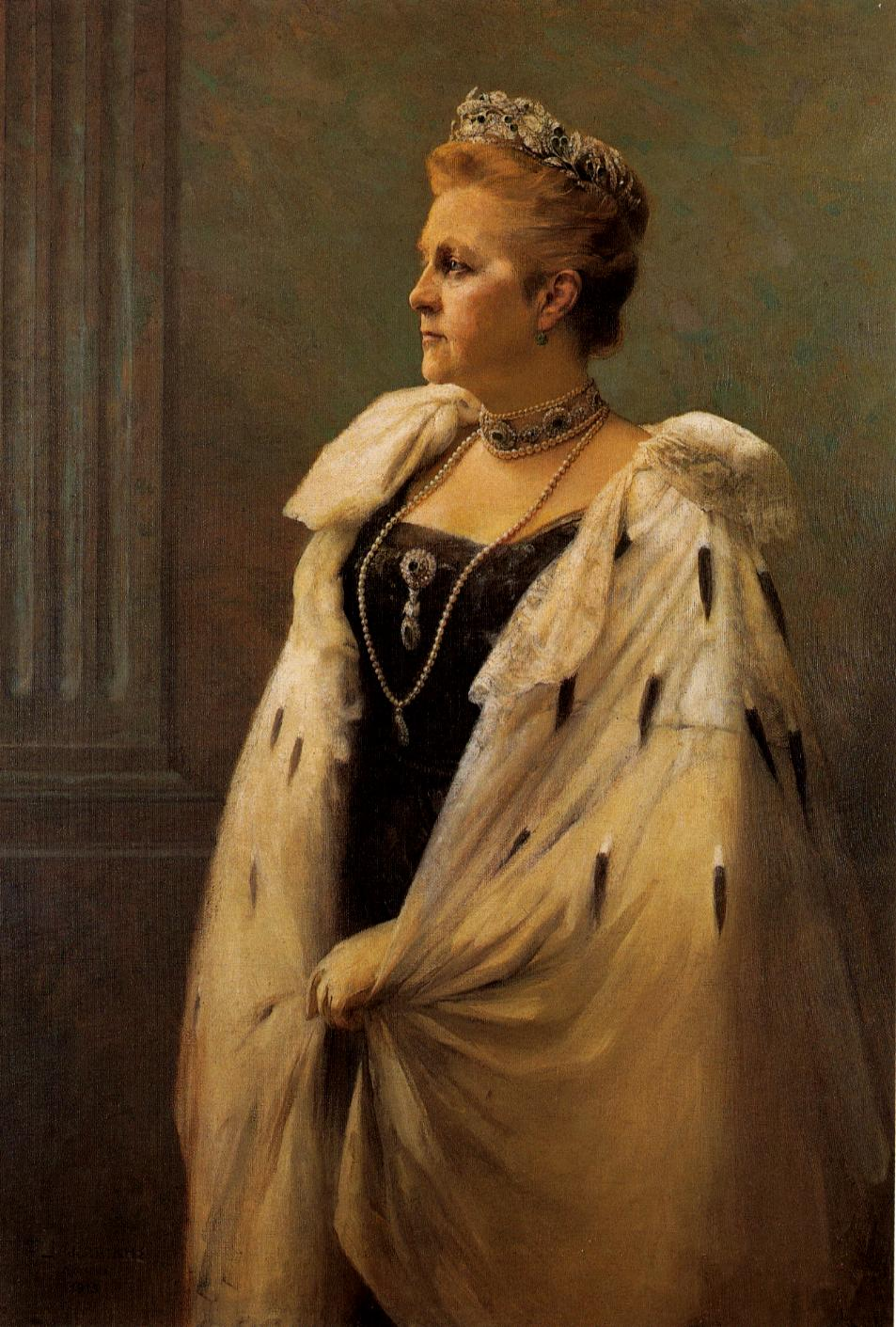
Königin Olga auf einem Gemälde von Georgios Iakovidis aus dem Jahr 1915

Großfürstin Olga Konstantinowna Romanowa (russisch Ольга Константиновна Романова, wissenschaftliche Transliteration Ol'ga Konstantinovna Romanova; * 22. Augustjul. / 3. September 1851greg. in Pawlowsk; † 18. Juni 1926 in Rom) war die Gattin König Georgs I. von Griechenland und Großmutter väterlicherseits des britischen Prinzgemahls Philip, Herzog von Edinburgh.

## Leben
Olga war die Tochter von Großfürst Konstantin Nikolajewitsch Romanow, einem Bruder von Zar Alexander II., und Alexandra Jossifowna, einer Tochter des Herzogs Joseph von Sachsen-Altenburg. Im Jahr 1863 unternahm Georg eine Reise nach Russland, um sich bei Zar Alexander II. für die Unterstützung beim Wahlkampf um die griechische Krone zu bedanken. Dort begegneten sich die beiden erstmals. Olga war damals zwölf Jahre alt.
1867 kam Georg erneut nach Russland, diesmal um seine Schwester Dagmar zu besuchen, die den Zarewitsch Alexander ein Jahr zuvor geheiratet hatte. Olga und Georg verliebten sich ineinander und heirateten am 15. Oktoberjul. / 27. Oktober 1867greg.. Aus der Verbindung gingen acht Kinder hervor:
- Konstantin I. (* 2. August 1868; † 11. Januar 1923), König von Griechenland,
- Georgios (* 24. Juni 1869; † 25. November 1957), Prinz von Griechenland,
- Alexandra (* 30. August 1870; † 24. September 1891), Prinzessin von Griechenland,
- Nikolaos (* 22. Januar 1872; † 8. Februar 1938), Prinz von Griechenland,
- Maria (* 3. März 1876; † 14. Dezember 1940), Prinzessin von Griechenland
- Olga (* 7. April 1880; † 2. November 1880), Prinzessin von Griechenland,
- Andreas (* 1. Februar 1882; † 3. Dezember 1944), Prinz von Griechenland,
- Christoph (* 10. August 1888; † 21. Januar 1940), Prinz von Griechenland.

## Königin der Hellenen
Durch ihr karitatives Engagement, darunter auch die Stiftung mehrerer Krankenhäuser, machte sich Olga sehr beliebt beim Volk. Als sie während des Griechisch-Türkischen Krieges verwundete Soldaten besuchte, wurde ihr bewusst, dass diese die Bibel nicht lesen konnten. Die im damaligen Griechenland gebräuchlichen Bibeln waren Ausgaben des altgriechischen Originaltextes (Koine), das einfache Menschen in der Regel nicht ausreichend verstehen konnten. Olga sorgte daraufhin dafür, dass die Bibel ins Neugriechische  übersetzt wurde, sodass jeder sie lesen konnte.
Im November 1901 veröffentlichte Olga ohne kirchliche Erlaubnis eine eigene Übersetzung des Neuen Testaments, weitere neugriechische Übersetzungen folgten. Dies spaltete die Fachwelt: die moderne Sprachform wurde von vielen als „unrein“ empfunden. Kirche, Theologen und Presse kritisierten sie als der Bibelübersetzung unwürdig.

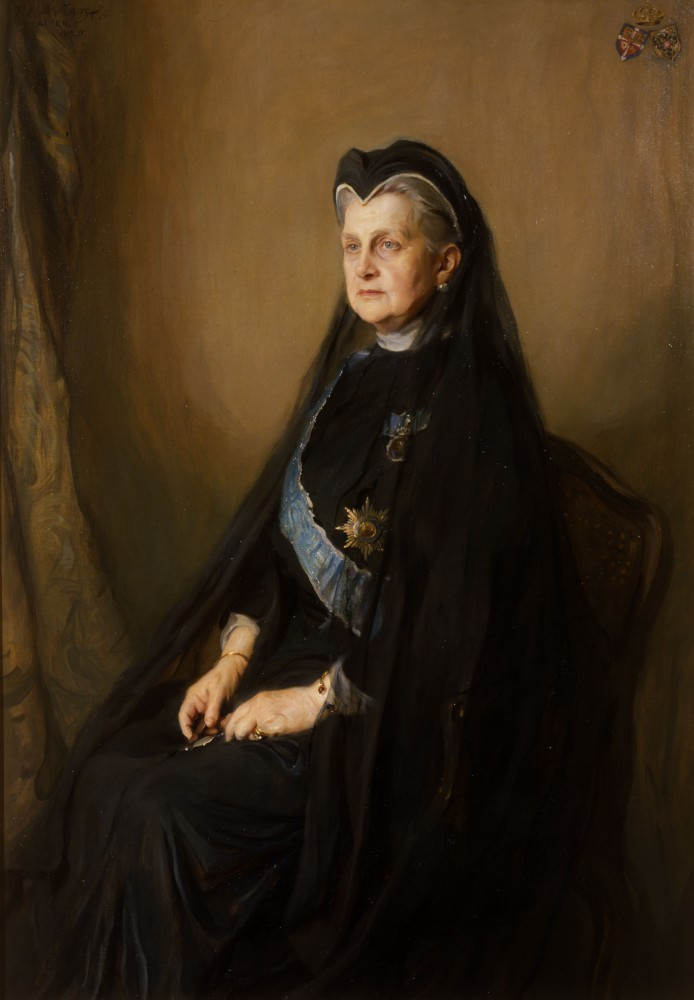
Philip Alexius de László: Königinwitwe Olga von Griechenland (Öl auf Leinwand, 1914)

Die Kontroverse führte zu Unruhen, die von Studenten der Athener Universität ausgingen, welche die Exkommunikation all derer forderten, die an den Übersetzungen beteiligt gewesen waren. Schließlich führten die Proteste zum Sturz der Regierung Theotokis und dem Rücktritt des Athener Erzbischofs. Die Auseinandersetzungen zwischen Demonstranten und der Polizei forderten acht Tote und mindestens 70 Verletzte. Im Dezember desselben Jahres wurden sämtliche Übersetzungen aus dem Verkehr gezogen und für das Veröffentlichen von Bibelübersetzungen ohne kirchliche Erlaubnis eine Haftstrafe angedroht. Dies alles war ein schwerer Schlag für Königin Olga.
Während des Ersten Balkankriegs fiel König Georg I. in Thessaloniki 1913 einem Attentat von Alexander Schinas zum Opfer. Daraufhin bestieg ihr ältester Sohn als König Konstantin I. den Thron. Er wurde 1917 zur Abdankung gezwungen und verließ mit Kronprinz Georg das Land, während sein zweitgeborener Sohn als Alexander I. den griechischen Thron bestieg.

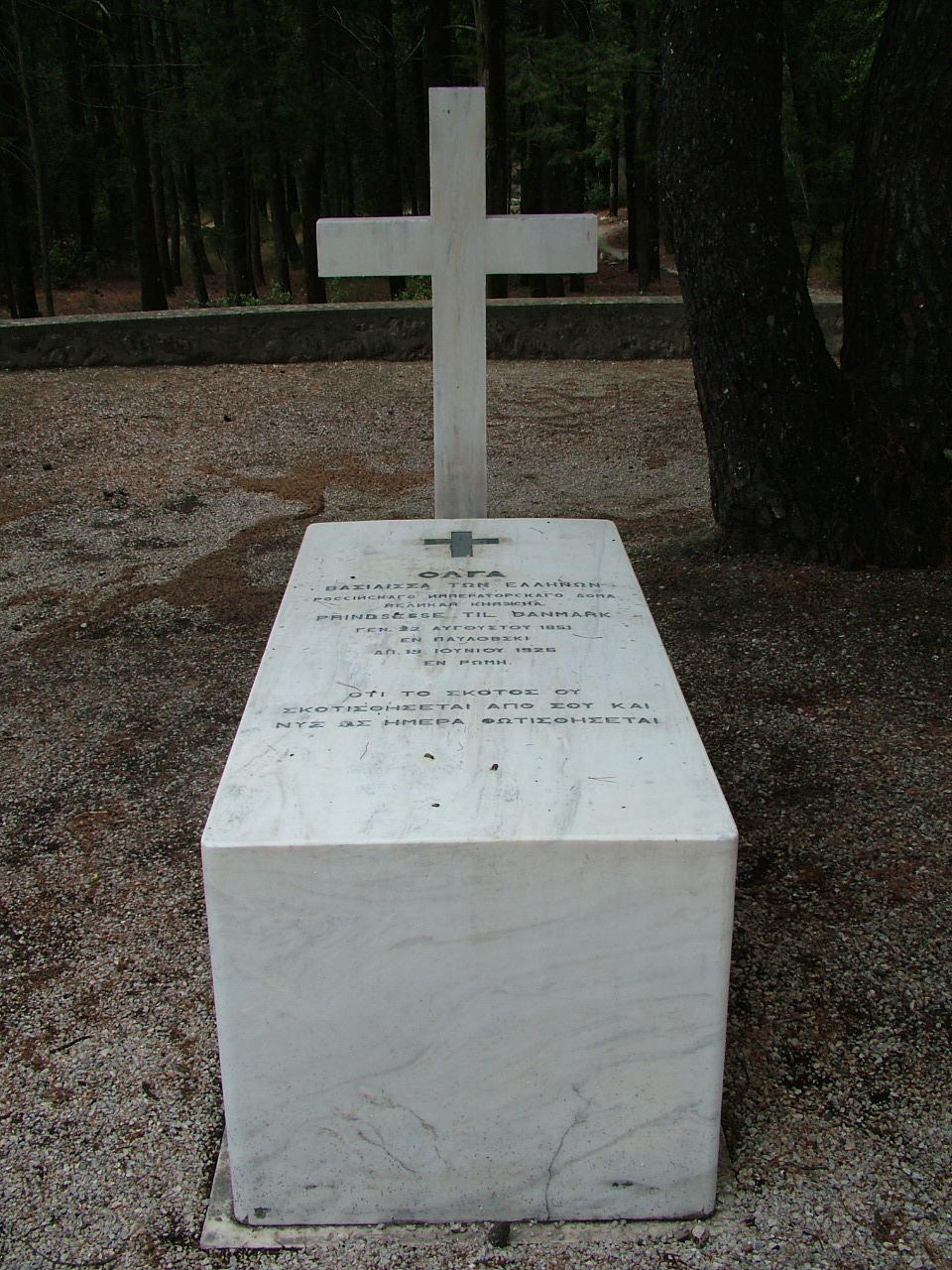
Grab der Königin Olga in Tatoi

Nachdem Alexander I. am 25. Oktober 1920 an Blutvergiftung nach einem Affenbiss gestorben war, bot das griechische Parlament die Krone seinem jüngeren Bruder Paul an. Dieser lehnte mit der Begründung ab, dass sowohl sein Vater Konstantin als auch sein älterer Bruder Georg noch lebten. Daraufhin war Königin Olga die Regentin, bis ihr Sohn Konstantin I. auf den Thron zurückkehren konnte. Nach dessen erneuter Absetzung 1922 ging sie mit ihm zusammen ins Exil nach Italien. Olga starb 1926 in Rom und wurde in der griechisch-orthodoxen Kirche von Florenz beigesetzt. Nach Wiederherstellung der Monarchie wurde ihr Leichnam nach Griechenland überführt und auf dem Friedhof des griechischen Königshauses in Tatoi bei Athen begraben.

## Verschiedenes
In Frederiksberg bei Kopenhagen wurde die Straße Dronning Olgas Vej nach ihr benannt, während in Patras der Name Olga-Platz für einen Platz, der offiziell Platia Ethnikis Andistasis heißt, populär ist. Das Schneeglöckchen Galanthus reginae-olgae ist nach ihr benannt.